# Lorenzo Lamas
Lorenzo Lamas (Santa Mónica, California; 20 de enero de 1958) es un actor de cine y televisión estadounidense. Es hijo del actor argentino Fernando Lamas y la actriz Arlene Dahl.

## Biografía y carrera

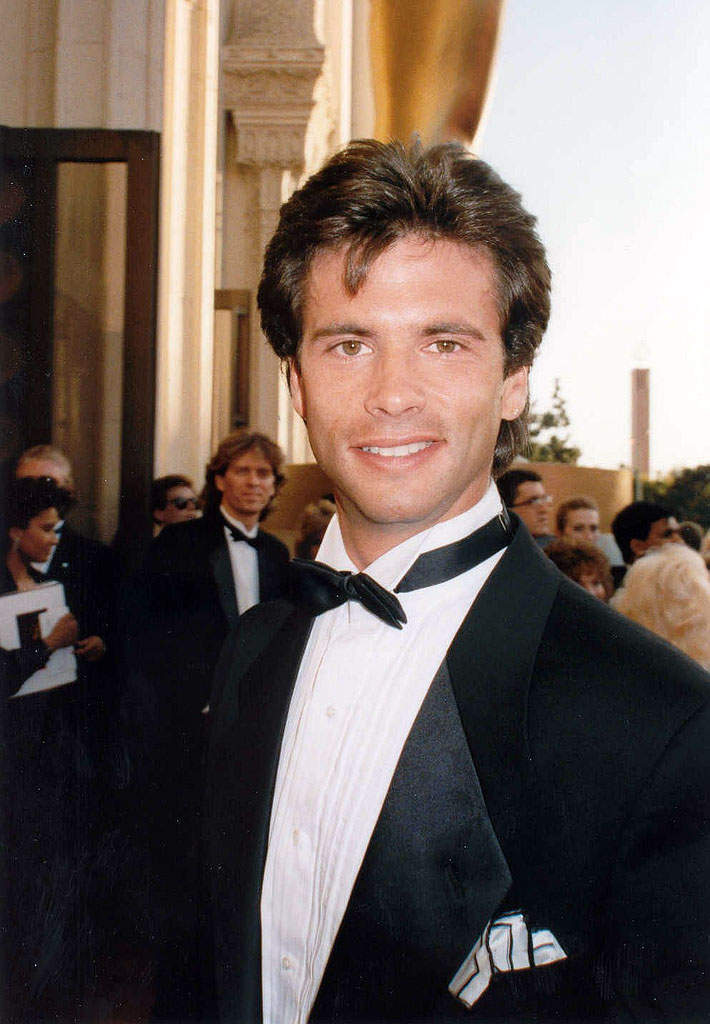
Principales premios de sus películas/series: Falcon Crest (Serie de TV): 1 Premio y 4 Nominaciones.
Grease: 6 Nominaciones.Body Rock: 2 Nominaciones.

Estudió en la Tony Barr´s Film Actors Workshop y su primer papel en televisión fue en 1976, aunque ya había debutado en 1969 como extra en el western Cien rifles.
En 1978 obtuvo un papel secundario en la exitosa versión cinematográfica del musical Grease, dando vida a Tom Chisun, un jugador de fútbol americano que intenta ligar, sin éxito, con Sandy (Olivia Newton-John). Un año más tarde, interviene en la serie de televisión California Fever, pero no será hasta 1981 cuando tenga su gran oportunidad; participa en la serie Falcon Crest interpretando a Lance Cunson, nieto de Angela Channing, papel interpretado por la actriz Jane Wyman, gran amiga de su madrastra Esther Williams (que se casó con el padre de Lorenzo cuando este tenía sólo 8 años), de quien heredó el gusto por los deportes acuáticos, sobre todo el buceo.
En aquella época, y gracias a dicha serie, protagonizó una campaña publicitaria en España, anunciando mantas y demás textiles de dormitorio de la marca Reig Martí con el eslogan «Lorenzo Lamas, el rey de las camas».
Fue nominado, en 1984, a peor actor en los Golden Raspberry Awards (más conocidos por Los Anti-Oscar) por la película musical Body Rock.
Especializado en cine de acción, ha participado en varias películas de serie B como Impacto Final (1992), CIA: nombre clave: Alexa (1992) o La venganza de Snake Eater (1992).
En 1992, regresa a la televisión con la serie Renegado, dando vida a Reno Raines, un fugitivo de la ley que se convierte en cazador de recompensas bajo el seudónimo de Vince Black, y que colabora junto con sus amigos Bobby Sixkiller (Branscombe Richmond) y Cheyenne Philips (Kathleen Kinmont, por aquel entonces su esposa). La serie tuvo mucho éxito y se mantuvo en antena durante 5 temporadas, hasta 1997.
Después, ha colaborado en otras series de televisión que no han tenido tanto éxito como Air America y The Inmortal. 
En el año 2003, fue jurado en el concurso de belleza Are you Hot? y un año más tarde se incorporó a la serie The Bold And The Beautiful que finalizó en febrero de 2007.
En la actualidad actúa en películas de bajo presupuesto de la productora The Asylum, famosa por hacer remakes de superproducciones.
Desde 2010 actúa en la serie de Nickelodeon Big Time Rush, haciendo el papel de Dr. Hollywood.
En 2024, la empresa española Dormitorum decidió contratar nuevamente a Lorenzo Lamas para una campaña publicitaria, rememorando el impacto que tuvo el actor en el icónico anuncio de los años 80. En aquel entonces, Lamas se autodenominó "el rey de las camas", lo que resultó en un significativo éxito para una conocida empresa textil.
En el anuncio, el actor aparece en un estudio decorado con carteles y recuerdos de su carrera, saludando a la audiencia con un toque de humor y carisma. En sus palabras: "¡Eh! ¿Qué pasó, mis panas? Aquí Lorenzo Lamas. Un chulazo, tenga pelazo o canas. He vuelto para presentaros al mayor experto en colchones." Con esta frase, destaca su estilo desenfadado y cercano.
El nuevo anuncio pretende recrear la conexión especial que Lorenzo Lamas tuvo con el público español décadas atrás.

## Filmografía

### Cine
| Año  | Título                                          | Personaje                      | Notas                         |
| ---- | ----------------------------------------------- | ------------------------------ | ----------------------------- |
| 1969 | 100 Rifles                                      | Muchacho indio                 | Película debut. No acreditado |
| 1978 | Grease                                          | Tom Chisum                     |                               |
| 1979 | Take Down                                       | Nick Kilvitus                  |                               |
| 1979 | Tilt                                            | Casey Silverwater              |                               |
| 1979 | Promises in the Dark                            | Josh                           | No acreditado                 |
| 1984 | Body Rock                                       | 'Chilly'                       |                               |
| 1989 | Snake Eater                                     | Jack 'Soldier' Kelly           |                               |
| 1989 | Snake Eater II: The Drug Buster                 |                                |                               |
| 1991 | Guerrero de la noche                            | Miles Keane                    |                               |
| 1991 | Zorros del desierto                             | Charlie Wolff                  |                               |
| 1992 | Final Impact                                    | Nick Taylor                    |                               |
| 1992 | La espada milenaria                             | Andrew                         |                               |
| 1992 | Cazador de serpientes III                       | Jack 'Soldier' Kelly           | Directo-a-vídeo               |
| 1992 | CIA Code Name: Alexa                            | Agente de la CIA Mark Graver   |                               |
| 1993 | Bounty Tracker                                  | Johnathan Damone               | Directo-a-vídeo               |
| 1993 | CIA II: Target Alexa                            | Agente de la CIA Mark Graver   |                               |
| 1994 | Round final                                     | Tyler Verdiccio                | Directo-a-vídeo               |
| 1994 | Viper                                           | Travis Blackstone              |                               |
| 1995 | Midnight Man                                    | John Kang                      |                               |
| 1995 | Policía gladiador                               | Andrew Garrett                 |                               |
| 1996 | La máscara de la muerte                         | Detective McKenna / Lyle Mason |                               |
| 1996 | Los ojos de la ley                              | Sargento Bobby Chase           |                               |
| 1997 | Amanecer negro                                  | Jake Kilkanin                  |                               |
| 1997 | The Rage                                        | Nick Travis                    |                               |
| 1998 | Corriente peligrosa                             | Mike Aguayo                    |                               |
| 1998 | Ajuste de cuentas                               | Mitch                          |                               |
| 1999 | The Muse                                        | Él mismo                       |                               |
| 2002 | La sociedad de la lucha                         | Max                            | Directo-a-vídeo               |
| 2003 | Golpe en las nubes                              | Ketchum                        | Directo-a-vídeo               |
| 2003 | 13 Dead Men                                     | Santos                         |                               |
| 2003 | Muerte en las profundidades                     | Dane Quatrell                  | Directo-a-vídeo               |
| 2004 | Motocross Kids                                  | Evan Reed                      |                               |
| 2004 | Latin Dragon                                    | Frank                          |                               |
| 2004 | Sci-Fighter                                     | Andrew Dean                    |                               |
| 2004 | Unseen Evil 2                                   | Biggs                          | Directo-a-vídeo               |
| 2005 | Lethal                                          | Anatoly Federov                |                               |
| 2005 | Thralls                                         | Sr. Jones                      |                               |
| 2005 | Killing Cupid                                   | Shane                          |                               |
| 2005 | The Nowhere Man                                 |                                |                               |
| 2006 | 18 Fingers of Death!                            | Antonio Bandana                | Directo-a-vídeo               |
| 2007 | Succubus: Hell-Bent                             | Instructor de vuelo            | Directo-a-vídeo               |
| 2007 | 30,000 Leagues Under the Sea                    | Teniente Michael Arronax       | Directo-a-vídeo               |
| 2008 | Chinaman’s Chance: America’s Other Slaves       | Padre Smith                    |                               |
| 2009 | Mexican Gold                                    | Cole                           |                               |
| 2009 | Mega Shark Versus Giant Octopus                 | Allan Baxter                   |                               |
| 2011 | Backstabber                                     | Frank Prather                  |                               |
| 2012 | Return to Vengeance                             | Brady                          |                               |
| 2013 | Raptor Ranch                                    | Agente Especial Logan          |                               |
| 2013 | Cathedral Canyon                                | Carl Romero                    |                               |
| 2013 | A Little Christmas Business                     | Billy Baxter                   |                               |
| 2014 | The Ten: Take                                   | Jerold                         |                               |
| 2014 | Being American                                  | Tom                            |                               |
| 2014 | Bro, What Happened?                             | Cheeba                         |                               |
| 2014 | My Name Is Nobody                               | Señor Santiago                 |                               |
| 2015 | WWJD What Would Jesus Do? The Journey Continues | Jack                           |                               |
| 2015 | American Beach House                            | Salvavidas Joe                 |                               |
| 2015 | Atomic Eden                                     | Nathan - The Snake             |                               |
| 2015 | Real Blood: The True Beginning                  | Padre Diaz                     |                               |
| 2016 | God’s Club                                      | Spencer Rivers                 |                               |
| 2016 | Prayer Never Fails                              | Judge Rogers                   |                               |
| 2016 | Beyond the Game                                 | Entrenador                     |                               |
| 2016 | Movie Madness                                   | Detective Avery                |                               |
| 2017 | Secrets of Deception                            | Gregg                          |                               |
| 2017 | Boone: El cazarrecompensas                      | Walker                         |                               |
| 2017 | BorderCross                                     | Danny Jackson                  |                               |
| 2018 | Driver                                          | Reggie                         |                               |
| 2018 | Unwritten                                       | General Lane                   |                               |
| 2019 | Las Vegas Vietnam: The Movie                    | Zapata Sr. Jefe de banda       |                               |
| 2019 | Water                                           | Frank Johnson                  |                               |
| 2020 | Scorpion Girl Awakening: The Movie              | Agente del FBI                 |                               |
| 2020 | Bleach                                          | Elmer Paxton                   |                               |

- Good Cop, Bad Cop (1998)
- Body of Work (2005)

### Televisión
| Año       | Título                     | Personaje                 | Notas                                           |
| --------- | -------------------------- | ------------------------- | ----------------------------------------------- |
| 1977      | Switch                     | Varios                    | 2 episodios                                     |
| 1978      | Sword of Justice           | Donno Novanti             | Episodio: "A Double Life"                       |
| 1979      | Dear Detective             |                           | Episodio: #1.2                                  |
| 1979      | California Fever           | Rick                      | 10 episodios                                    |
| 1980      | Desviación al terror       | Jamie                     | Película de televisión                          |
| 1980–1981 | Secrets of Midland Heights | Burt Carroll              | 2 episodios                                     |
| 1980–1986 | The Love Boat              | Varios                    | 5 episodios                                     |
| 1981–1990 | Falcon Crest               | Lance Cumson              | 227 episodios                                   |
| 1983      | Fantasy Island             | Richard Warrington        | Episodio: "Naughty Marietta/The Winning Ticket" |
| 1983      | Hotel                      | Diz Wilder                | Episodio: "The Offer"                           |
| 1990      | The Hitchhiker             | Tom Astor                 | Episodio: "Trust Me"                            |
| 1991      | Dear John                  | Alejandro Braceros        | 2 episodios                                     |
| 1992      | La espada y el deseo       | Gropius                   | Película de televisión                          |
| 1992–1997 | Renegade                   | Reno Raines / Vince Black | 110 episodios                                   |
| 1998      | Invasion America           | Cale Oosha                | Voz. 9 episodios                                |
| 1998–1999 | Air America                | Rio Arnett                | 26 episodios                                    |
| 2000–2001 | The Immortal               | Raphael 'Rafe' Cain       | 22 episodios                                    |
| 2002      | Hope Ranch                 | Colt Webb                 | Película de televisión                          |
| 2003      | Are You Hot?               | Juez                      | 6 episodios                                     |
| 2003      | The Paradise Virus         | Paul Johnson              | Película de televisión                          |
| 2004      | Deep Evil                  | Trainor                   | Película de televisión                          |
| 2004      | Raptor Island              | Hacket                    | Película de televisión                          |
| 2004      | Reno 911!                  | Deputy Garcia             | Episodio: "Department Investigation: Part 2"    |
| 2004–2006 | The Bold and the Beautiful | Hector Ramírez            | 191 episodios                                   |
| 2009–2013 | Phineas and Ferb           | Meap                      | Voz. 5 episodios                                |
| 2009      | Leave It to Lamas          | Él mismo                  | 8 episodios                                     |
| 2010–2013 | Big Time Rush              | Dr. Hollywood             | 4 episodios                                     |
| 2011      | NTSF:SD:SUV::              | Felipe Calderon           | Episodio: "Tijuana, We've Got a Problem"        |
| 2011      | Actors Anonymous           | Él mismo                  | Película de televisión                          |
| 2012      | Ronn's Garage              |                           | 2 episodios                                     |
| 2012      | The Eric Andre Show        | Él mismo                  | Película de televisión                          |
| 2012      | Ash Global                 | Bruce                     | Episodio: "Take Memo Home"                      |
| 2013      | The Joe Schmo Show         | Él mismo                  | 2 episodios                                     |
| 2013      | Ghost Ghirls               | John                      | Episodio: "Hooker with a Heart of Ghoul"        |
| 2013      | Bike Cops Van Nuys         | 'Ponch'                   | Película de televisión                          |
| 2014      | Workaholics                | Rick Messona              | Episodio: "We Be Clownin'"                      |
| 2014      | American Dad!              | Guardia de seguridad      | Voz. Episodio: "Big Stan on Campus"             |
| 2015      | Sharknado 3: Oh Hell No!   | Sargento Rock             | Película de televisión                          |
| 2016–2017 | Lucha Underground          | Concejal Delgado          | 6 episodios                                     |
| 2016      | Bail Out                   | Él mismo                  | 2 episodios                                     |
| 2019      | Jane the Virgin            | Él mismo                  | Episodio: "Chapter Eighty-Five                  |

- Invasion (2001)
- Celebrity Boot Camp (2002)
- Bailando 2010 (2010)

### Nominaciones y premios
| Año  | Otorga                  | Premio | Título       | Personaje    | Resultado |
| ---- | ----------------------- | --- | ------------ | ------------ | --------- |
| 1983 | Golden Globe Award      | Mejor actor de soporte – Serie, Miniserie o Película de televisión Film                                                                               | Falcon Crest | Lance Cumson | Nominado  |
| 1984 | Golden Raspberry Award  | Peor Actor | Body Rock    | 'Chilly'     | Nominado  |
| 1986 | Soap Opera Digest Award | Actriz/Actor principal en un papel de relevo cómico en una serie en hora estelar; Actor principal en un papel de soporte en una serie en hora estelar | Falcon Crest | Lance Cumson | Nominado  |

## Discografía
| Año  | Título             | País                | Notas        |
| ---- | ------------------ | ------------------- | ------------ |
| 1984 | You Better Hang On | Portugal            |              |
| 1984 | Fools Like Me      | U.S.                |              |
| 1984 | Fingerprints       | Alemania Occidental | Álbum        |
| 1984 | Smooth Talker      | U.S.                | Maxisencillo |